# Attilio Lombardo
Attilio Lombardo (* 6. Januar 1966 in Santa Maria la Fossa (CE), Italien) ist ein ehemaliger italienischer Fußballspieler und heutiger -trainer.
Während seiner aktiven Karriere spielte er als Rechtsaußen. Wegen seiner Glatze war Lombardo in Italien auch als Popeye bekannt, in England bekam er den Spitznamen The Bald Eagle.

## Spielerkarriere

### Im Verein
Seine ersten Schritte als Profi machte Lombardo 1983 in der Serie C2 bei US Pergocrema. Danach wechselte er im Jahre 1985 zur US Cremonese in die Serie B. In Cremona verbrachte er vier Jahre. Zur Saison 1989/90 wechselte er zu Sampdoria Genua. Unter Vujadin Boškov gewann er zusammen mit Spielern wie Gianluca Vialli, Roberto Mancini, Pietro Vierchowod oder Gianluca Pagliuca in der Saison 1990/91 die italienische Meisterschaft und erreichte 1992 das Finale des Europapokal der Landesmeister, das man in der Verlängerung durch ein Tor von Ronald Koeman gegen den FC Barcelona verlor.
Nach einigen weiteren guten Jahren in Genua wechselte Lombardo im Sommer 1995 zu Juventus Turin, bei der er immer wieder Verletzungsprobleme hatte. Dennoch gewann er mit der Mannschaft 1995/96 die Champions League und 1996 den Weltpokal und den europäischen Supercup. Außerdem gewann er in der Saison 1996/97 seine zweite italienische Meisterschaft.
Im Sommer 1997 ging er zum Premier-League-Aufsteiger Crystal Palace nach England, bei dem er eineinhalb Jahre spielte und im Jahre 1998 zusammen mit dem Schweden Tomas Brolin als Spielertrainer tätig war. Am Ende der Spielzeit 1997/98 stieg die Mannschaft wieder ab. Zur Saison 1998/99 übernahm Terry Venables das Team und Lombardo entschied sich zu bleiben. Als der Klub aber zum Ende des Jahres 1998 in finanzielle Schwierigkeiten geriet, mussten die Ausgaben für Gehälter gesenkt werden und so wechselte er im Januar 1999 zurück nach Italien zu Lazio Rom. Bei Lazio spielte er bis Januar 2001 und gewann mit der Mannschaft 1998/99 den Europapokal der Pokalsieger und in der Saison 1999/2000 seine dritte italienische Meisterschaft und die Coppa Italia.
Im Januar 2001 wechselte Lombardo zurück zu Sampdoria Genua in die Serie B, in der er 2002 seine Karriere als Spieler beendete.

### In der Nationalmannschaft
Lombardo absolvierte zwischen 1990 und 1997 18 Länderspiele für Italien und schoss dabei drei Tore. Er hatte auf seiner Position im rechten Mittelfeld stets mit Spielern wie Roberto Donadoni, Gianluigi Lentini oder Angelo Di Livio große Konkurrenz.

## Trainerkarriere
Attilio Lombardo war in der Saison 1997/98 für kurze Zeit Spielertrainer beim englischen Erstligisten Crystal Palace.
Nach seiner Spielerkarriere arbeitete er von 2002 bis 2006 als Jugendtrainer bei Sampdoria Genua.
Von Sommer 2006 bis Mai 2007 war Lombardo Cheftrainer beim FC Chiasso in der Schweiz. Am 24. April 2008 wurde er Trainer bei der US Castelnuovo Garfagnana in der Serie C2 und rettete den toskanischen Verein vor dem Abstieg in die Serie D. Am 28. Mai 2008 wurde er als Trainer des Serie-C1-Klubs AC Legnano vorgestellt. Danach folgte ein kurzes Engagement bei Spezia Calcio.
Ab 2010 arbeitete Lombardo als Co-Trainer von Roberto Mancini bei Manchester City. 2011/12 wurde er mit dem Klub erstmals seit 44 Jahren englischer Meister. In der Folgesaison übernahm er das Reserve-Team von Manchester City. Zur Saison 2013/14 wechselte er zu Galatasaray Istanbul, wo er erneut als Co-Trainer von Mancini fungierte.
Ab dem 7. Oktober 2014 war Lombardo als Co-Trainer unter Roberto Di Matteo beim FC Schalke 04, bei dem er mit dem Torwarttrainer Massimo Battara das Trainerteam komplettierte. Nach dem Ende der Saison 2014/15 endete mit dem Ende der Trainertätigkeit Di Matteos auch seine Tätigkeit als Co-Trainer.
Von 2016 bis 2018 war Lombardo als Co-Trainer von Siniša Mihajlović beim FC Turin aktiv. Mit Mihajlovićs Entlassung musste auch Lombardo gehen. Im März 2019 holte Roberto Mancini ihn in seinen Trainerstab der Italienischen Nationalmannschaft.

## Erfolge

### Als Spieler
- UEFA-Champions-League-Sieger: 1995/96 (mit Juventus Turin)
- UEFA-Champions-League-Finalist: 1996/97 (mit Juventus Turin)
- Europapokalsieger der Pokalsieger: 1989/90 (mit Sampdoria Genua) – 1998/99 (mit Lazio Rom)
- UEFA-Super-Cup-Sieger: 1996 (mit Juventus Turin) – 1999 (mit Lazio Rom)
- Weltpokalsieger: 1996 (mit Juventus Turin)
- Italienischer Meister: 1990/91 (mit Sampdoria Genua) – 1996/97 (mit Juventus Turin) – 1999/2000 (mit Lazio Rom)
- Italienischer Pokalsieger: 1993/94 (mit Sampdoria Genua) - 1999/2000 (mit Lazio Rom)
- Italienischer Supercupsieger: 1991 (mit Sampdoria Genua) –1995 (mit Juventus Turin) – 1997 (mit Juventus Turin) – 2000 (mit Lazio Rom)

### Als Trainer
- Europameister: 2021 (als Co-Trainer)